# Thalycra fervida
Thalycra fervida (лат.) — вид жуков-блестянок. Особи обитают в лесах и лесостепях. Длина тела взрослых насекомых (имаго) 3,5—5 мм. Тело удлинённо-овальное, густо точечное, блестящее, ржаво-рыжее. Булава усиков и вершины надкрылий часто черноватые. Жуки питаются на древесных грибах и вытекающем соке, иногда на цветках.